# Pseudoheterohelix
Pseudoheterohelix es un género de foraminífero planctónico considerado un sinónimo posterior de Laterostomella de la Subfamilia Heterohelicinae, de la Familia Heterohelicidae, de la Superfamilia Heterohelicoidea, del Suborden Globigerinina y del Orden Globigerinida. Su especie tipo era Guembelina pumilia. Su rango cronoestratigráfico abarcaba desde Daniense (Paleoceno inferior) hasta el Chattiense (Oligoceno superior).

## Descripción
Su descripción podría coincidir con la del género Laterostomella, ya que Pseudoheterohelix ha sido considerado un posible sinónimo subjetivo posterior. La principal diferencia propuesta para distinguir Pseudoheterohelix de otros chiloguembélinidos paléogenos como Laterostomella o Streptochilus fue la presencia de una abertura simétrica. Sin embargo, la simetría apertural es muy variable en los chiloguembelínidos, y Pseudoheterohelix es morfológicamente muy parecido a especies de Laterostomella o de Streptochilus.

## Discusión
Algunas clasificaciones incluyen Laterostomella, y por tanto Pseudoheterohelix, en la familia Bolivinitidae, de la superfamilia Bolivinitoidea, del orden Buliminida. Sin embargo, otros autores lo consideraron un género planctónico perteneciente a la familia Chiloguembelinidae, siendo el nombre genérico Laterostomella el que tiene prioridad. En este caso, clasificaciones posteriores lo hubiesen incluido en el orden Heterohelicida.

## Paleoecología
Existe un debate en torno a sí Laterostomella, y por tanto Pseudoheterohelix, incluye especies bentónicas o planctónicas. Estudios isotópicos permitieron concluir que era un bentónico perteneciente a la familia Bolivinitidae.

## Clasificación
Pseudoheterohelix incluía a las siguientes especies:
- Pseudoheterohelix pumilia †